# Gaetulia plenipennis
Gaetulia plenipennis är en insektsart som först beskrevs av Walker 1858.  Gaetulia plenipennis ingår i släktet Gaetulia och familjen Nogodinidae. Inga underarter finns listade i Catalogue of Life.